# Barrenta
Barrenta é uma aldeia portuguesa da União das Freguesias de Alcaria e Alvados, do município de Porto de Mós e distrito de Leiria e integra o Parque Natural das Serras de Aire e Candeeiros.
A aldeia da Barrenta é conhecida pela escola/grupo de concertinas, que promove um encontro anual para tocadores de concertina. Este evento é porventura o único e o maior no país e no mundo, com estas características. A origem do Encontro e consequentemente a Escola, prendeu-se com o objetivo de pegar num instrumento que estava quase em extinção.
Este projeto fez com que em muitos pontos do país houvesse pessoas a aprender a tocar a concertina, a aprofundar conhecimento e a desenvolver muito as suas técnicas e capacidades.
A coletividade tem atualmente 60 alunos, que semanalmente se deslocam até à Barrenta, para de forma totalmente gratuita, aprenderem a tocar concertina. Os alunos têm idades muito variadas, e origens muito diferentes, bem como ocupações diárias muito vastas.
A evolução em 18 anos é notória. O primeiro encontro contou com 40 tocadores, em 2019 foram cerca de 550 tocadores e mais de 15 mil visitantes.
Anualmente, no último sábado de Setembro, realiza-se nesta aldeia em plena Serra de Aire o "Encontro Nacional de Tocadores de Concertina da Barrenta" que chega a alcançar as cinco centenas de executantes e milhares de visitantes.
As festas em honra de Nossa Senhora de Fátima são durante o 3º fim de semana de agosto.
Em 2020 foi iniciado o projeto "Barrenta, Aldeia Artística". Obras de arte urbana foram espalhadas na aldeia.

## Patrimónios

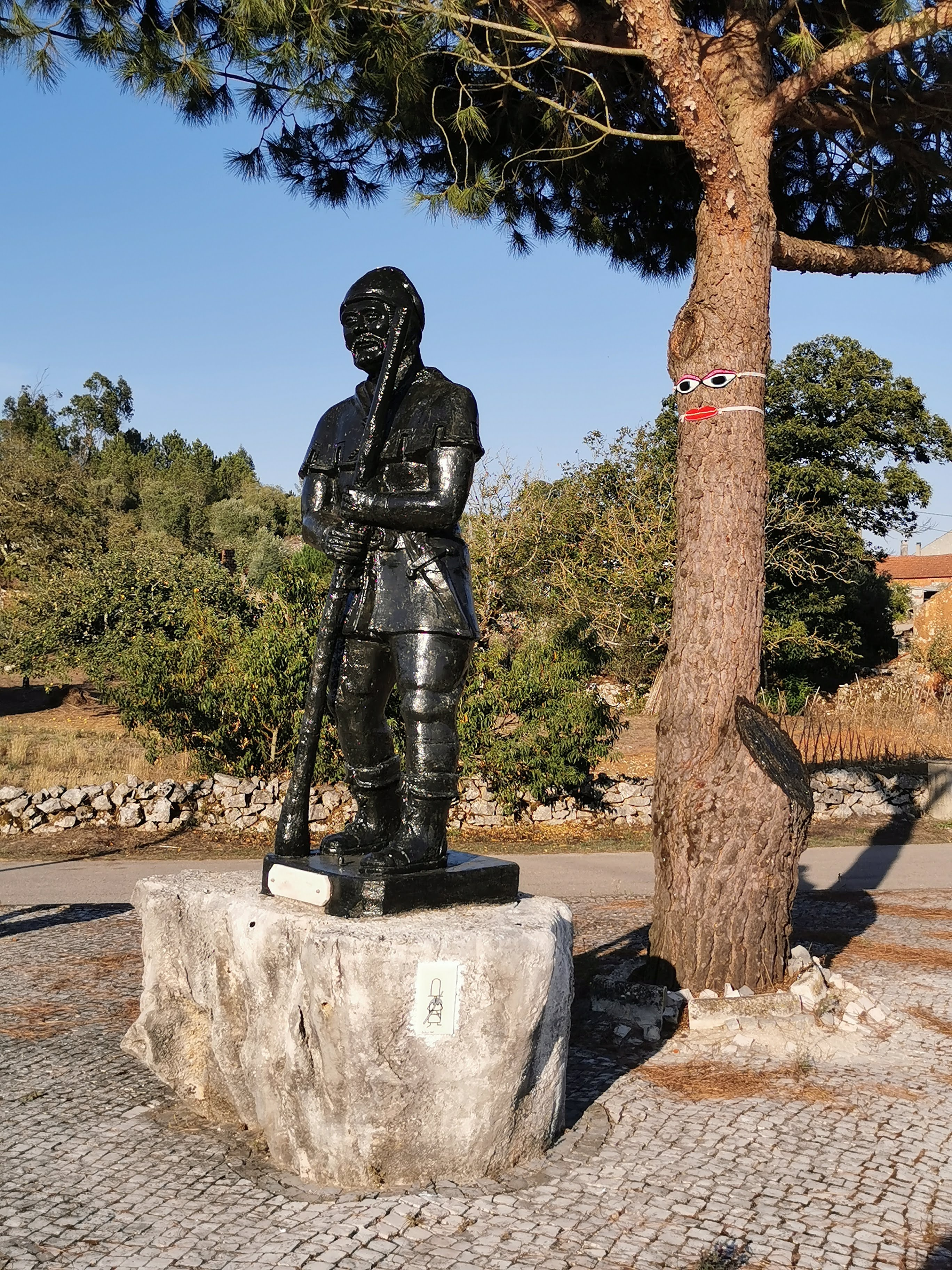
Estátua do Velho da Morada

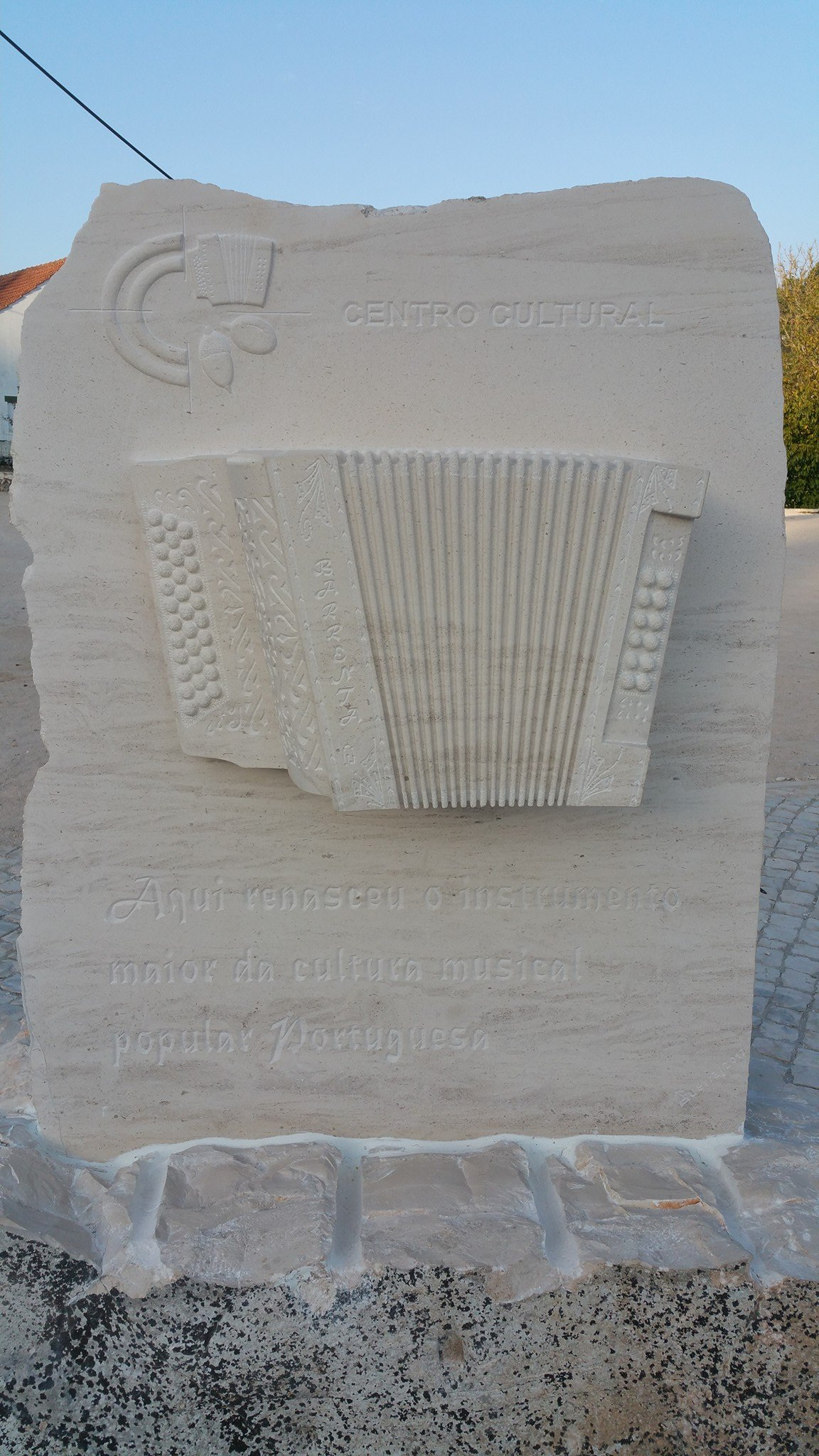
Monumento da concertina

- O Velho da Morada
- Largo do Barreiro
- Nicho de Nossa Senhora de Fatima
- Monumento a Concertina
- Os Moinhos